# تيل شفايجر
تيل شفايجر (بالألمانية: Til Schweiger)‏ مواليد 19 ديسمبر 1963 في فرايبورغ، ألمانيا الغربية، هو ممثل ألماني بدأ مسيرته الفنية عام 1989.

## الأعمال
- 2003: لارا كروفت تومب رايدر: مهد الحياة
- 2004: الملك آرثر
- 2008: بارون أحمر
- 2008: فار كراي
- 2009: أوغاد مجهولون
- 2011: الفرسان الثلاثة (الدور: كاغليوسترو)
- 2011: حواء السنة الجديدة
- 2012: هذا معناه حرب
- 2013: تشارلي كاونتريمان
- 2014: الدمى الأكثر طلباً

## وصلات خارجية
- الموقع الإلكتروني
- تيل شفايجر على موقع IMDb (الإنجليزية)
- تيل شفايجر على موقع ميتاكريتيك (الإنجليزية)
- تيل شفايجر على موقع روتن توميتوز (الإنجليزية)
- تيل شفايجر على موقع مونزينجر (الألمانية)
- تيل شفايجر على موقع قاعدة بيانات الأفلام العربية
- تيل شفايجر على موقع ألو سيني (الفرنسية)
- تيل شفايجر على موقع ميوزك برينز (الإنجليزية)
- تيل شفايجر على موقع أول موفي (الإنجليزية)
- تيل شفايجر على موقع قاعدة بيانات الأفلام السويدية (السويدية)
- تيل شفايجر على موقع إن إن دي بي (الإنجليزية)